# Florence Reville Gibbs

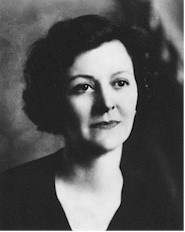
Florence Reville Gibbs

Florence Reville Gibbs (* 4. April 1890 in Thomson, Georgia; † 19. August 1964 in Jesup, Georgia) war eine US-amerikanische Politikerin. Zwischen 1940 und 1941 vertrat sie den Bundesstaat Georgia im US-Repräsentantenhaus.

## Werdegang
Florence Reville, so ihr Geburtsname, besuchte die öffentlichen Schulen ihrer Heimat und das Brenau College in Gainesville. Später heiratete sie den Juristen W. Benjamin Gibbs. Dieser wurde bei den Kongresswahlen des Jahres 1938 als Kandidat der Demokratischen Partei im achten Wahlbezirk von Georgia in das US-Repräsentantenhaus in Washington, D.C. gewählt. Dort konnte er sein Mandat ab dem 3. Januar 1939 bis zu seinem Tod am 7. August 1940 ausüben. Bei der dadurch notwendig gewordenen Nachwahl wurde seine Witwe Florence als seine Nachfolgerin in das Repräsentantenhaus gewählt, wo sie zwischen dem 1. Oktober 1940 und dem 3. März 1941 die angebrochene Legislaturperiode ihres Mannes beendete. Damit war sie die erste Frau, die den Staat Georgia im US-Repräsentantenhaus vertrat.
Bei den Kongresswahlen des Jahres 1940 verzichtete Florence Gibbs auf eine weitere Kandidatur. In den folgenden Jahren war sie nicht mehr politisch tätig. Sie starb am 19. August 1964 in Jesup.